# Маэда, Наоки
Наоки Маэда (яп. 前田 尚紀 Маэда Наоки,  род. 28 апреля 1961, Тоёнака), более известен под псевдонимом Naoki — японский музыкант, композитор и продюсер, тесно сотрудничающий с фирмой Konami.
Несмотря на то, что Наоки работал над музыкой для целого ряда видеоигр, наибольшую известность он получил благодаря его вкладу в развитие Bemani-игр в качестве главного композитора серии Dance Dance Revolution. Начиная с 2009 года он также является исполнительным продюсером всей серии.

## Список псевдонимов
Naoki использует более 40 псевдонимов при обозначении авторства в своих работах. Зачастую многие эти имена представлюят собой лишь числа, обозначающие скорость песни в ударах в минуту.
- Ω (использован только в «Max 300»)
- 100-200-400 (использован только в «Fascination Maxx»)
- 1479
- 180 (использован только в «Paranoia»)
- 190 (использован только в «Paranoia Max (Dirty Mix)»)
- 190' (использован только в «Paranoia Rebirth»)
- 200 (использован только в «Paranoia Evolution»)
- 270 (использован только в «Paranoia Survivor»)
- 290 (использован только в «Paranoia Survivor Max»)
- 8 Bit (использован только в «Afronova Primeval»)
- B3-Project (использован только в «Theme from Enter the Dragon»)
- BeForU / Be For U (продюсер песни)
- Big-O (использован только в «Gradiusic Cyber (AMD G5 Mix)»)
- Black∞Hole (использован только в «Pluto»)
- Blue Destroyers (использован только в «Hypnotic Crisis»)
- Crystal Aliens (использован для серии песен «Sexy Planet» и «Another Planet» для Dance Dance Revolution Ultramix 4)
- D&G Music Factory (обозначен в качестве сооавтора оригинального саундтрека)
- Dandy Mineiero (использован только в «BAILA! BAILA!»)
- D-Complex (использован для серии песен «Ecstasy»)
- De-Sire (использован только в «Healing Vision», «TRIP MACHINE», «SP-TRIP MACHINE (JUNGLE MIX)», «TRIP MACHINE CLIMAX» и «TRIP MACHINE survivor»)
- De-Sire改 / De-Sire Alterative (использован только в «TRIP MACHINE PhoeniX»)
- De-Sire Retunes (использован только в «Chaos»)
- De-Strad (использован только в «Healing D-Vision»)
- Divas (член группы)
- DJ Kazu
- D.J. Rich
- Dr. Vibe (использован только в «Don’t Stop (AMD 2nd Mix)»)
- Evo-X (использован только в «Double Tornard»)
- Factor-X (использован для серии песен «Wild Rush»)
- Fixx (использован только в «Vanity Angel»)
- J-Ravers (использован только в «B4U The Acolyte Mix»)
- KTz (использован для серии песен «AM-3P»)
- Luv Unlimited (использован для серии песен «Candy☆»)
- mitsu-O!
- Mr. Dog (использован только в «Gentle Stress (AMD Sexual Mix)» и «Gentle Stress (Sensual Mix)»)
- Mustache Men (использован только в «Do Me (H.I.G.E.O. Mix)»)
- N&S (использован только в «Dead End»)
- N.M.R.
- Naoki (основной псевдоним)
- Naoki 190 (использован для серии песен «Hysteria»)
- Naoki in the Mercure (использован только в «L’amour et la liberté (Darwin & DJ Silver remix)»)
- Naoki J-Style (использован только в «Kiss Me All Night Long»)
- Naoki Underground (использован для песен, выполненных в стиле транс: «Insertion», «Tears», «L’amour et la liberte», «TokyoEVOLVED», «Poseidon»)
- NM
- NM Sequence Unlimited (обозначен в качестве сооавтора оригинального саундтрека)
- No.9 (использован только в «End of the Century»)
- NW260 (использован для серии песен «Drop Out»)
- Platonix (был использован однажды в Beatmania IIDX 10th Style, но после выхода Beatmania IIDX 11 RED используется Tatsh)
- RE-VENGE (использован только в «AFRONOVA»)
- RevenG (использован только в «bag», «Sakura» и «exotic ethnic»)
- Reven-G改 / Reven-G Alterative (использован только в «Arrabbiata»)
- Rice C. (использован только в «Jam Jam Reggae (AMD Swing Mix)»)
- Stone Bros. (использован для серии песен «Let the Beat Hit Em!»)
- TailBros. (использован для серии песен «Superstar»)
- ТЁЯRA (коллаборация с Jun)
- The Final Band (использован только в «Crash!» при сотрудничестве с Mr. Brian)
- The Surrenders
- Uzi-Lay (использован для серии песен «Put Your Faith in Me»)
- White Wall (использован только в «Pluto the First»)
- Z (использован только в «Maxx Unlimited»)
- ΖZ (использован только в «The Legend of Max»)